# Vilcabamba (Ecuador)

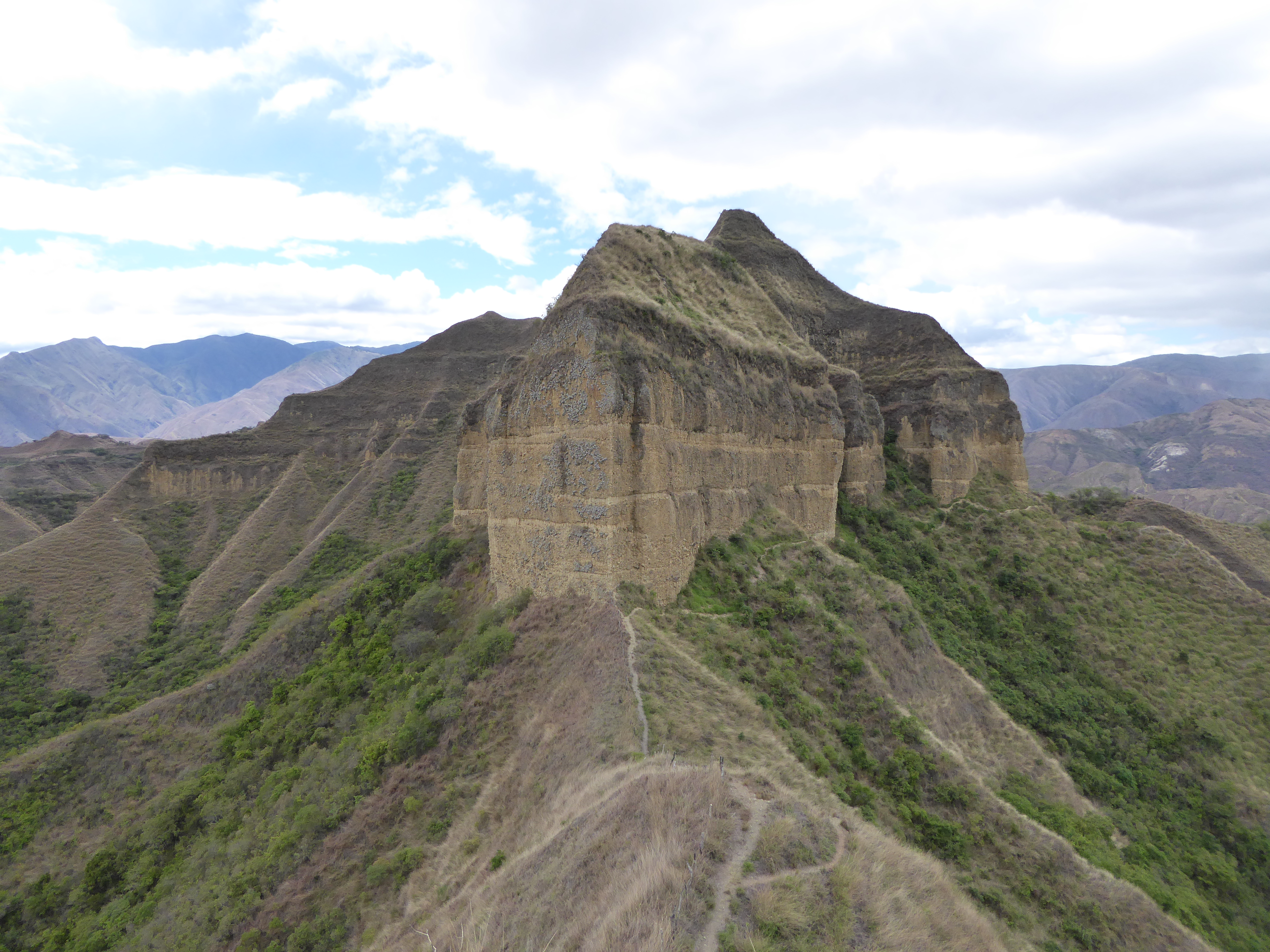
Der Berg Mandango mit seinem markanten Rücken liegt unmittelbar bei Vilcabamba.

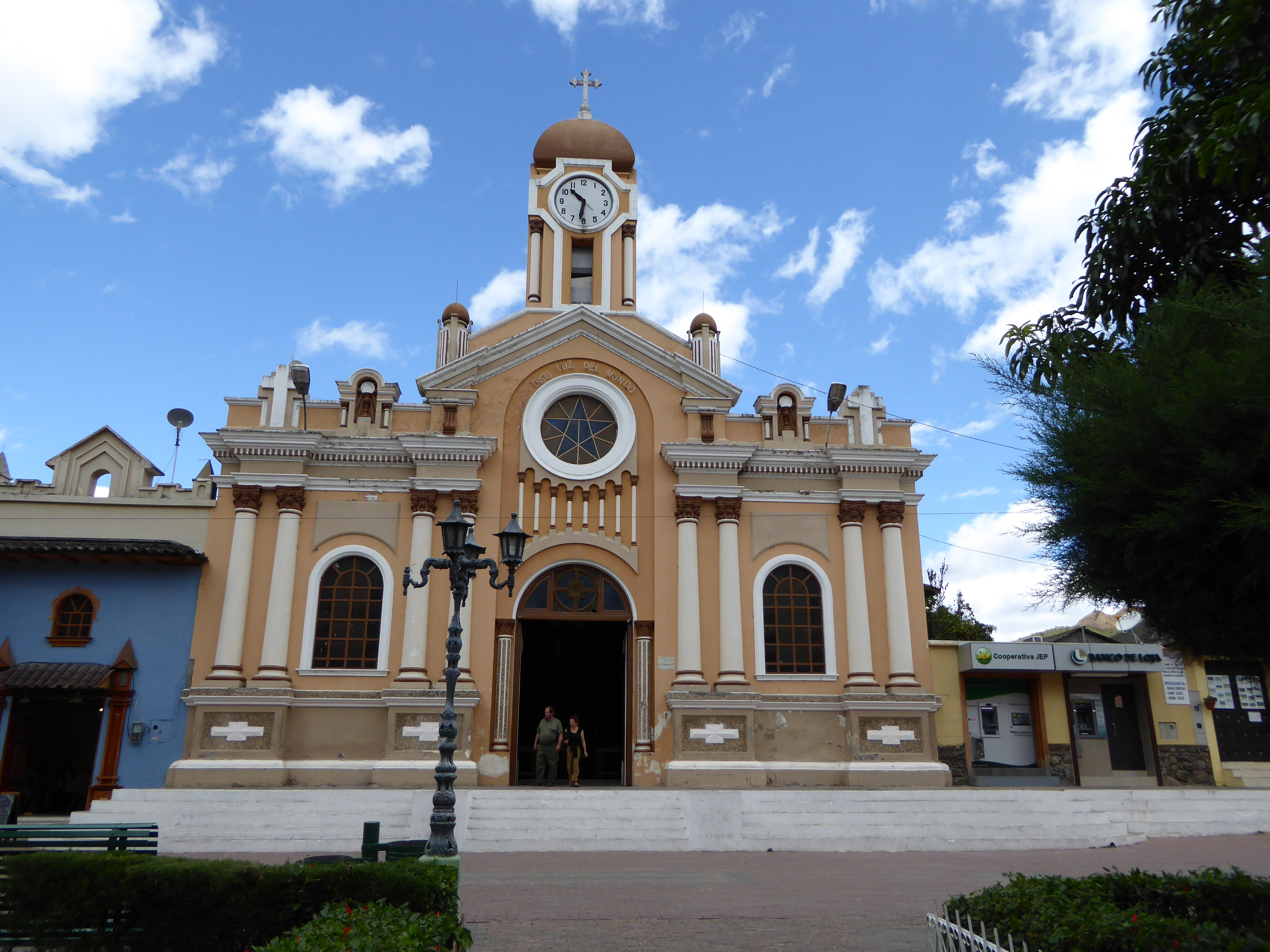
Die Kirche des Orts an der zentralen Plaza

Vilcabamba ist ein Ort und eine Parroquia rural („ländliches Kirchspiel“) im Kanton Loja der ecuadorianischen Provinz Loja. Vilcabamba liegt auf 1.600 Meter über Meereshöhe und hat ein ganzjährig mildes Klima im Temperaturbereich zwischen 18 und 28 °C. Von Oktober bis Mai herrscht Regenzeit, von Juni bis September Trockenzeit. Vilcabamba hat ca. 4200 Einwohner.
Der Begriff Vilcabamba kommt aus dem Quechua und bedeutet „Heiliges Tal“ (vilca = „heilig“, bamba = „Tal“).
Die neuzeitliche Siedlung wurde am 1. September 1756 von Luis Fernando de la Vega gegründet.

## Lage
Vilcabamba liegt 30 km südlich der Provinzhauptstadt Loja. Die Fernstraße E682 führt von Loja über Vilcabamba nach Palanda und weiter bis zur peruanischen Grenze. Die Parroquia liegt an der Westflanke eines Gebirgszugs der Anden. Das Areal wird über den Río Catamayo nach Norden entwässert. Der Osten der Parroquia liegt innerhalb des Nationalparks Podocarpus.
Die Parroquia Vilcabamba grenzt im Osten an die Parroquia Valladolid (Kanton Palanda, Provinz Zamora Chinchipe), im Süden an die Parroquias Yangana und Quinara, im Südwesten und im Westen an die Parroquias San Antonio de las Aradas, Fundochamba und Quilanga (alle drei im Kanton Quilanga), im Nordwesten an die Parroquia Malacatos sowie im Norden an die Parroquia San Pedro de Vilcabamba.

## Hohe Lebenserwartung
Vilcabamba ist bekannt für eine angeblich hohe Lebenserwartung seiner Bewohner, man nennt es auch das Tal der Hundertjährigen. Obwohl dies in wissenschaftlichen Studien (siehe Abschnitt Wissenschaftliche Untersuchung) bezweifelt wird, führen einige Wissenschaftler das Phänomen auf eine negative Ionenladung der Luft zurück, andere auf die Mineralienzusammensetzung des Wassers. Auch das Klima bzw. die Ernährung und die ständige Bewegung der Bewohner gelten als mögliche Gründe. Esoteriker vermuteten, das „Herz der Erde“ befinde sich an diesem Ort.
Einige Menschen in Vilcabamba wurden angeblich trotz Alkoholkonsums bei voller Gesundheit 120 Jahre alt und starben dann ohne schwere Erkrankung eines schnellen, natürlichen Todes. Dies führte dazu, dass das Tal touristisch auch unter dem Namen Tal der Langlebigkeit vermarktet wird, die Hauptstraße von Vilcabamba trägt den Namen Avenida de la Eterna Juventud (spanisch, Allee der ewigen Jugend).

## Wissenschaftliche Untersuchung
Eine von Richard Mazess und Sylvia Forman 1979 realisierte Studie kam zu dem Ergebnis, dass in Vilcabamba eine durchschnittliche Lebenserwartung vorliegt. Sie identifizierten eine von den älteren Dorfbewohnern systematisch betriebene Übertreibung ihres Alters als Ursache für die vermeintliche Langlebigkeit. Durch einen Abgleich verschiedener Dokumente und einer selbst vorgenommenen Datenerhebung habe sich gezeigt, dass z. B. der Bewohner Miguel Carpio im Alter von 61 Jahren angegeben habe, er sei 70. Fünf Jahre später sagte er, er sei 80, im Alter von 87 behauptete er 121 zu sein. In einer weiteren Studie, die Mazess 1982 mit Ralph Mathisen machte, wurde dieses Ergebnis bestätigt. Die Forscher stellten Sterbetafeln auf, aus denen hervorging, dass die durchschnittliche Lebenserwartung der in den USA in den 1930er Jahren geborener Personen vergleichbar ist.

## Natur in der Region Vilcabamba
Das 1999 in der Region Vilcabamba eingerichtete Waldreservat Las Palmas enthält eine Pflanzenwelt mit verschiedenen Bäumen und Orchideen, über 180 Vogelarten sowie Wasserfälle und Seen. Aufgrund der unterschiedlichen Höhenlagen befinden sich 5 Klimazonen in der Region.

## Tourismus
In Vilcabamba ist in den letzten Jahren ein umfangreiches Tourismusangebot entstanden, das sowohl mit der Langlebigkeit als auch mit der Natur wirbt.